# Мешер
Меше́р (укр. Мешер, крымскотат. Meşer, Мешер) — исчезнувшее село в Сакском районе Республики Крым (согласно административно-территориальному делению Украины — Автономной Республики Крым), располагавшееся на северо-востоке района, в степной зоне Крыма, примерно в 2,5 км к северу от современного села Трудовое.

## История
Первое документальное упоминание села встречается в Камеральном Описании Крыма… 1784 года, судя по которому, в последний период Крымского ханства Мешед входил в Каракуртский кадылык Бахчисарайского каймаканства. После присоединения Крыма к России (8) 19 апреля 1783 года, (8) 19 февраля 1784 года, именным указом Екатерины II сенату, на территории бывшего Крымского Ханства была образована Таврическая область и деревня была приписана к Евпаторийскому уезду. После Павловских реформ, с 1796 по 1802 год, входила в Акмечетский уезд Новороссийской губернии. По новому административному делению, после создания 8 (20) октября 1802 года Таврической губернии, территориально находился в Тулатской волости Евпаторийского уезда. Видимо, вследствие эмиграции крымских татар в Турцию, последовавшую вслед за присоединением Крыма к России 8 февраля 1784 года, деревня опустела и встречается лишь на военно-топографической карте генерал-майора Мухина 1817 года, как пустующая.
Вновь Мешер встречается в «Памятной книге Таврической губернии 1889 года», как деревня Абузларской волости Евпаторийского уезда, с 4 дворами и 40 жителями. По Статистическому справочнику Таврической губернии. Ч.II-я. Статистический очерк, выпуск пятый Евпаторийский уезд, 1915 год, в посёлке Мешер Камбарской волости Евпаторийского уезда числилось 4 двора (все дворы с землёй) с русским населением без приписных жителей, но с 28 — «посторонними», из которых 11 мужчин и 17 женщин. Жители владели 238 десятинами удобной земли. В хозяйствах имелось 30 лошадей, 8 волов, 12 коров и 18 голов мелкого скота
После установления в Крыму Советской власти, по постановлению Крымревкома от 8 января 1921 года была упразднена волостная система и село включили в состав вновь созданного Сарабузского района Симферопольского уезда, а в 1922 году уезды получили название округов. 11 октября 1923 года, согласно постановлению ВЦИК, в административное деление Крымской АССР были внесены изменения, в результате которых был ликвидирован Сарабузский район и образован Симферопольский и село включили в его состав. Согласно Списку населённых пунктов Крымской АССР по Всесоюзной переписи 17 декабря 1926 года, в селе Мешер, Джума-Абламского сельсовета Симферопольского района, числился 31 двор, из них 29 крестьянских, население составляло 143 человек, все русские. Постановлением президиума КрымЦИК от 26 января 1935 года «Об образовании новой административной территориальной сети Крымской АССР» был создан Сакский район село включили в его состав. В последний раз, как Мешар, в доступных источниках встречается на километровой карте Генштаба Красной армии 1941 года.